# Grasmaaier
Een grasmaaier of gras(maai)machine is een machine waarmee gras van bijvoorbeeld een gazon of voetbalveld wordt afgekort, ook wel maaien genoemd.

## Indeling
Ingedeeld naar aandrijfmechanisme zijn er vier soorten grasmaaiers: 
- handgrasmaaiers,
- elektrische grasmaaiers,
- benzinegrasmaaiers en
- maaiers die worden aangedreven door de aftakas van een tractor.

Meestal kan de hoogte van de messen worden ingesteld, om zo de beoogde lengte van het gras te kunnen bepalen. Bij sommige typen grasmaaiers wordt het gemaaide gras opgevangen in een bak. De mulchmaaier verspreidt de grasresten over het gazon. Deze geven voedingsstoffen af die door de graswortels worden opgenomen. Op plaatsen waar een grasmaaier niet kan komen wordt veelal een grastrimmer of een bosmaaier gebruikt.
Velen zijn bekend met de handgrasmaaier van het type kooimaaier, die moet worden voortgeduwd. De beweging van de wielen wordt overgebracht op een horizontale messenkooi. De kooi heeft spiraalvormig gebogen messen, die over een vast aangebracht ondermes draaien. De kooimessen en het ondermes knippen het gras hierbij af met een schaarachtige beweging. Er zijn ook mechanisch aangedreven kooimaaiers, deze worden vooral toegepast bij het maaien van grote oppervlakten.
Bij een cirkelmaaier wordt de beweging overgebracht op een verticale as, waarbij het gras wordt afgeslagen door een snel, horizontaal draaiend mes. De machine wordt doorgaans aangedreven door een benzine- of elektromotor en is ook wel zelfrijdend.
Een bijzondere uitvoering van een cirkelmaaier is een luchtkussenmaaier. Deze is voorzien van een waaier waarmee lucht onder de bak van de maaier wordt geblazen, waardoor een luchtkussen ontstaat. De maaier heeft geen wielen, hij 'zweeft' als het ware boven de grond. Hierdoor is deze grasmaaier goed manoeuvreerbaar, en geschikt voor het maaien van oneffen terrein.
Een klepelmaaier wordt voor professionele doeleinden gebruikt, zoals het maaien van bermen. In de maaier zit een rol waaraan kleine scharnierende messen zitten, de zogeheten klepels. De maaier wordt achter een tractor gehangen, en kan hoog gras maaien, ook als er houtige planten tussen groeien en als er stenen en vuil tussen het gras ligt. Indien de klepelmaaier aan een arm is vastgemaakt kan men er ook slootkanten mee maaien.

## Geschiedenis
De gewoonte om gras te maaien ontstond in de Engelse landschapsparken in de 18e eeuw.
Het met de zeis maaien van de uitgestrekte parken was zeer arbeidsintensief. Zo waren alleen al voor het park Blenheim Palace in de 19e eeuw 50 maaiers continu bezig. Ook de opkomst van sporten als voetbal en cricket deed de behoefte aan gladde grasvelden stijgen.
Rond 1830 ontwierp de Engelse Edwin Beard Budding de eerste kooimaaier en kreeg daarvoor een patent. De mogelijkheid om gras gelijkmatig en snel te maaien, maakte het speelveld denkbaar en leidde zo tot een innovatiegolf op gebied van sport: voetbal, tennis, rugby, croquet...
In 1990 werd door André Colens de eerste robotmaaier ontwikkeld.

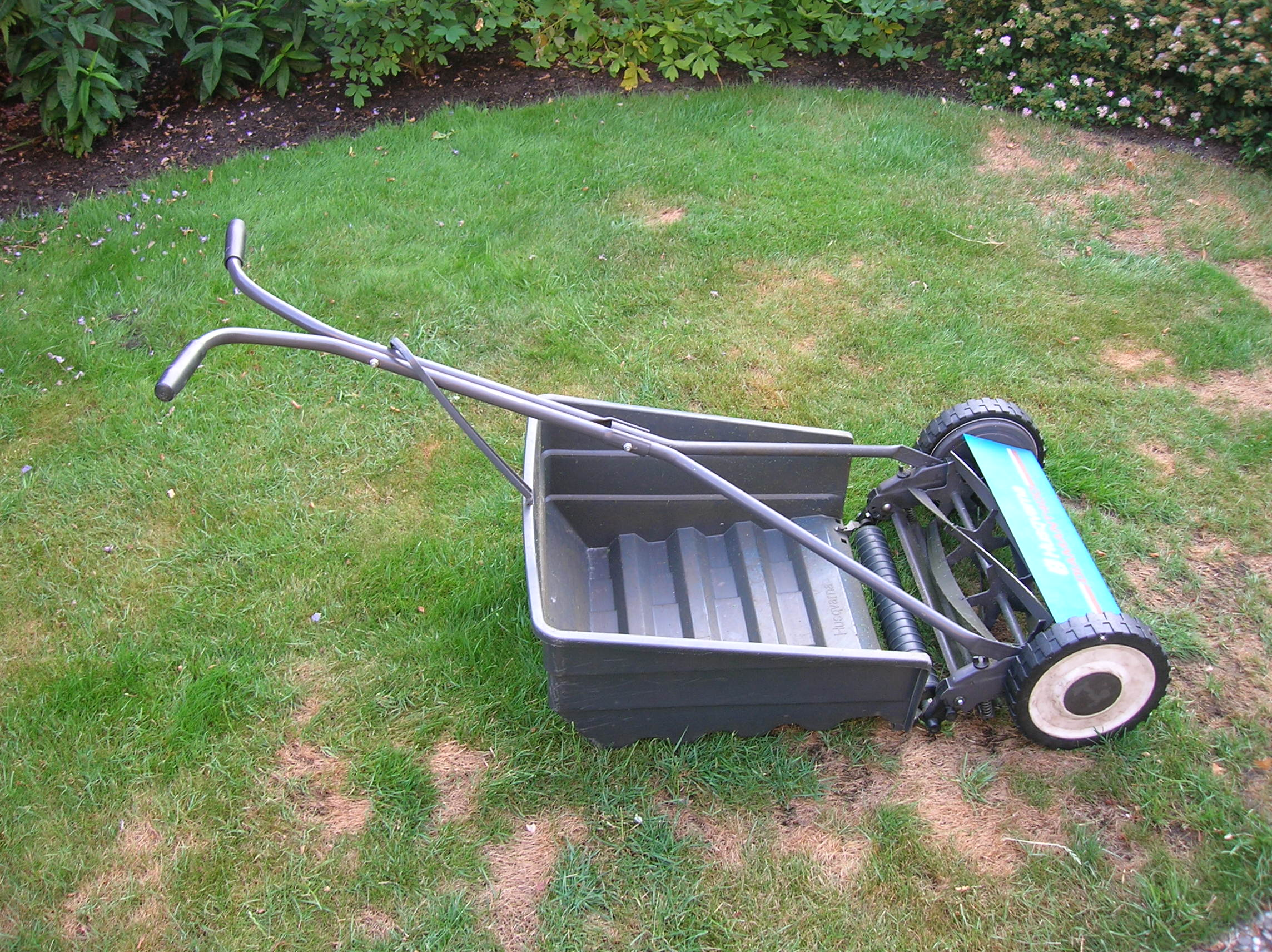
Handmatig aangedreven kooimaaier met opvangbak
Cirkelmaaier met benzinemotor
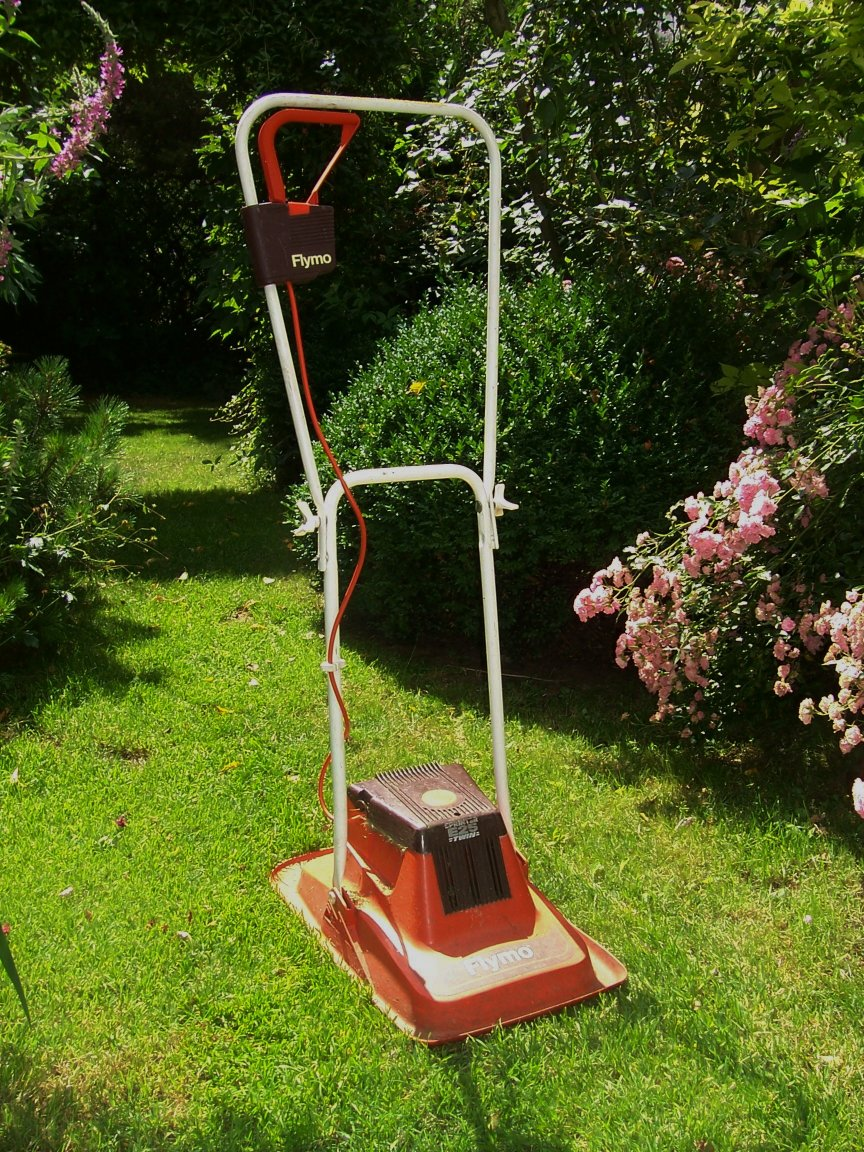
Luchtkussenmaaier
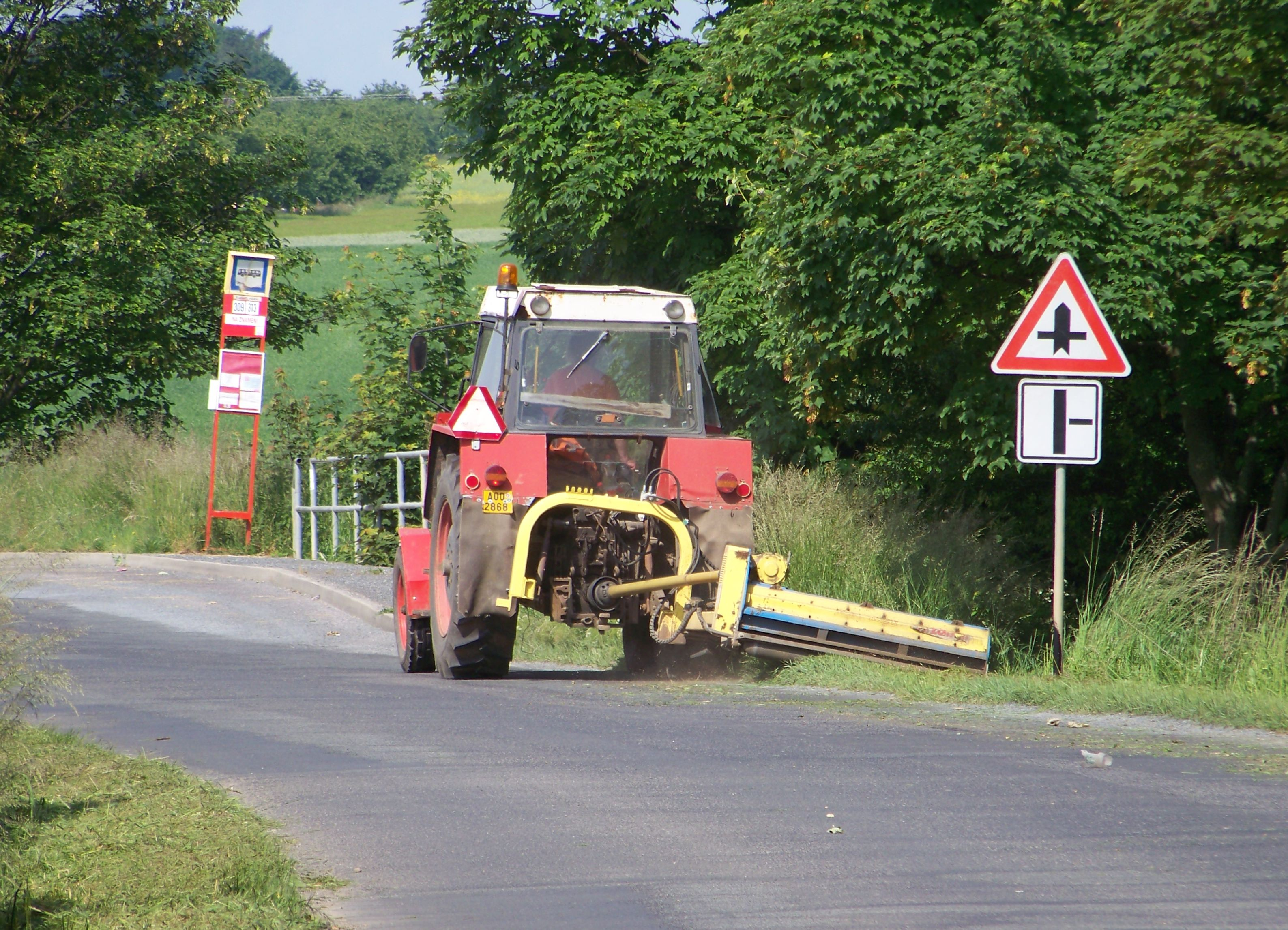
Klepelmaaier
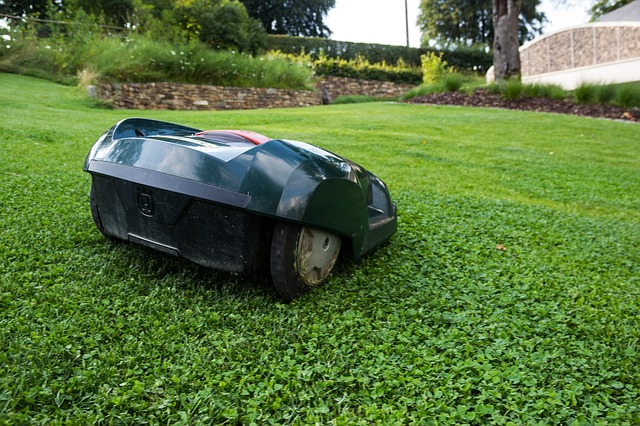
Robotmaaier
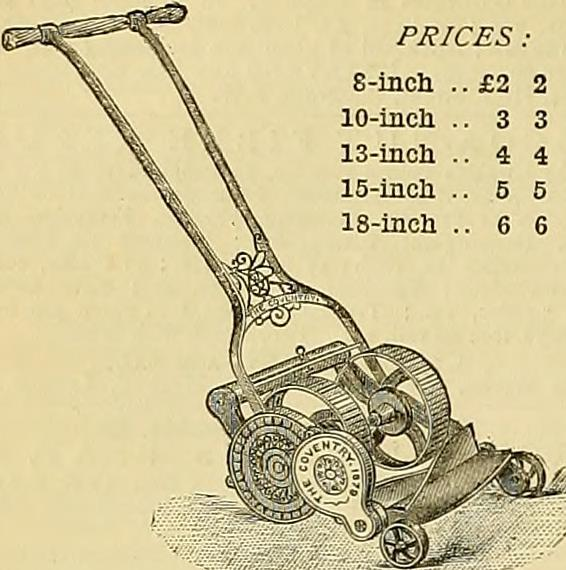
Advertentie voor een grasmaaier in The Gardeners' Chronicle, 1881

## Voetnoten
1. ↑  Malcolm Frank, Paul Roehrig en Ben Pring, What To Do When Machines Do Everything, 2017, p. 168
2. ↑  Natuurpunt - Robotmaaiers gevaar voor egels. Gearchiveerd op 27 juli 2019.